# Otavi
Otavi – miasto w Namibii; w regionie Otjozondjupa; 5 242 mieszkańców (2011). 